# Arizona State Route 78
Die Arizona State Route 78 ist eine State Route im US-Bundesstaat Arizona, die in Ost-West-Richtung verläuft.
Die State Route beginnt an der Kreuzung mit dem U.S. Highway 191 und der Arizona State Route 75 nahe dem Greenlee County Airport in Three Way südlich von Clifton und endet östlich von Mule Creek an der Grenze zum Bundesstaat New Mexico. Nach der Grenze heißt der Highway New Mexico State Route 78.